# Bitlord
Bitlord um cliente Bittorrent escrito em C++ para Microsoft Windows. Ele é uma versão mais antiga do cliente Bitcomet, modificada para incluir anúncios publicitários.
Bitlord anuncia ser "baseado no núcleo do Bitcomet", o que significa ser um fork do Bitcomet - mas na verdade ele é uma cópia quase idêntica, modificada apenas para incluir anúncios publicitários. Ele também substitui a lista de sites Bittorrent do Bitcomet com uma caixa de texto que submete a um site afiliado ao Bitlord. Bitlord vem sendo muito utilizado porque muitos sites populares de Bittorrent incluem anúncios remetendo a ele.
Bitlord é um adware. Não há indícios que ele instale softwares maliciosos spyware. Ele apenas mostra anúncios na barra de pesquisa.

## Principais Recursos
Atualmente o Bitlord contém apenas recursos de uma versão mais antiga do Bitcomet:
- Conexão Inteligente - Otimização automática para diferentes conexões.
- Controle Inteligente de Taxa de Transferência - Otimização automática de uploads para atingir o máximo possível da taxa de download.
- Alocação Inteligente de Disco - Elimina o tempo para alocação do disco rígido, reduzindo também a fragmentação do disco.
- Scaneamento Inteligente Hash – Elimina o hashing consumidor de tempo, quando envia / resume.
- Firewall e NAT transversal – Permitem que alguns usuários protegidos por firewall ou "NAT" conectarem um com o outro.
- Compatível com restrição do Windows XP SP2 TCP/IP – Compatível com as restrições do Windows XP na pilha TCP imposta pelo Pacote de Serviços 2.
- Habilidade de bloquear endereços IP – Bloqueia temporariamente ou permanentemente IP. Completamente compatível com ipfilter.dat. do eMule.
- Usa somente uma porta de audição TCP – Todos os downloads são recebidos através de uma única porta.
- Configuração automática ICF/ICS – Não requer nenhuma configuração manual ICS ou ICF. (Requer Windows XP)
- Configuração roteadores automática – Configura automaticamente roteadores compatíveis UPnP para otimização de performance. (Requer Windows XP).
- Suporte Multi-rastreador – Consegue achar pares de mais de uma fonte.
- Extensão UTF-8 – Suporta o conjunto de caracteres UTF-8.
- Protocolo rastreador UDP v2 - Suporta o Bittorrent experimental sem rastreador em rede (DHT).
- Notificação automática de update - Checa automaticamente por novas versões.
- Suporte Muti-Linguagem - Mais de 19 línguas suportadas.
- Cache de disco inteligente - Diminui o risco potencial de dano ao disco rígido, reduzindo as frequências de leitura e escrita, mas utilizando mais memória RAM.

## Outras Versões
Bitlord Pro é um lançamento comercial recente do Bitlord. Parece vir junto com o serviço Usenet da UseNeXT. Alguns usuários também disseram que o software não contem anúncios, apesar disto não poder ser confirmado na página do Bitlord.